# Jean Frankfurter

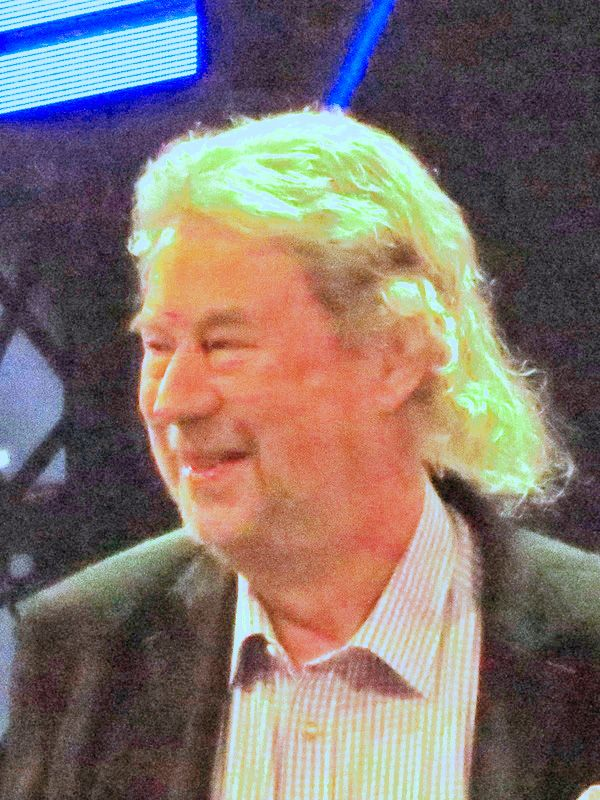
Jean Frankfurter

Jean Frankfurter (pseudoniem van Erich Liessmann; Frankfurt am Main, 9 maart 1948) is een Duitse componist en producer.

## Biografie
Erich Liessmann groeide op in Frankfurt am Main en studeerde er muziek en germanistiek aan de plaatselijke hogeschool. Tijdens zijn studies speelde hij al in verschillende rhythm-and-blues groepjes.  Vanaf de jaren 70 werkte hij onder het pseudoniem Jean Frankfurter.
Hij werd een van de opvallendste componisten in het genre van de Duitstalige schlager- en volksmuziek, maar schreef ook enkele internationale successen, zoals Marigot Bay van Arabesque.
Hij schreef - meestal samen met tekstschrijfster Irma Holder - succesnummers voor onder andere Helene Fischer, Patrick Lindner,  Kastelruther Spatzen, Stefanie Hertel, Michelle, Andy Borg, Marianne & Michael, Die Paldauer, Angela Wiedl, Die Flippers, Costa Cordalis, Nicole, Fernando Express, Sheila, Albin Berger en Bata Illic.
In 1978 was hij componist en dirigent van de Duitse inzending voor het Eurovisiesongfestival: Feuer van Ireen Sheer.

## Onderscheidingen
- Echo muziekprijs in 1993 voor succesvolste Duitstalige componist
- Krone der Volksmusik in 1998 - succesvolste liedjesschrijver in 1997 (samen met Irma Holder)

- Bibsys: 2104721
- Gemeinsame Normdatei: 134376994
- International Standard Name Identifier: 0000 0000 5859 4041
- MusicBrainz: 9c22a195-d05a-4a0e-ace2-d5453d4c1ad8
- Virtual International Authority File: 79598005
- WorldCat: E39PCjrVwjvd87rfpJF84bgX8d